# Jérôme Coppel
Jérôme Coppel (Annemasse, Francia, 6 de agosto de 1986) es un ciclista profesional ya retirado.

## Biografía
En su época amateur fue uno de los mejores del mundo ya que consiguió varios triunfos importantes. En 2004 se proclamó campeón de Francia junior de contrarreloj, gesta, que repetiría en 2005 y 2006 (siendo sub-23). También cosechó triunfos nacionales en ruta, en 2007, se alzó con la victoria en ruta. Consiguió la medalla de bronce en 2006 en el Campeonato del Mundo Contrarreloj sub-23.
Su paso a profesionales se produjo en 2008 al fichar por la Française des Jeux. Posteriormente corrió para el equipo ciclista francés Saur-Sojasun.
En el Tour de Francia 2011, logró terminar tercero en la clasificación de los jóvenes y decimocuarto en la clasificación general, demostrando así ser una de las futuras promesas del ciclismo francés.
El 13 de agosto de 2016 anunció su retirada del ciclismo tras nueve temporadas como profesional y con solo 30 años de edad.

## Palmarés
2006
- 3.º en el Campeonato Mundial Contrarreloj sub-23

2007
- 3.º en el Campeonato Mundial Contrarreloj sub-23

2009
- Route Adélie

2010
- Rhône-Alpes Isère Tour, más 1 etapa
- Tour de Doubs
- Tour de Gévaudan Languedoc-Roussillon, más 1 etapa

2011
- Vuelta a Murcia, más 1 etapa

2012
- Estrella de Bessèges, más 1 etapa
- Tour de Doubs

2015
- Campeonato de Francia Contrarreloj
- 3.º en el Campeonato Mundial Contrarreloj

2016
- Estrella de Bessèges, más 1 etapa

## Resultados en Grandes Vueltas y Campeonatos del Mundo
| Carrera              | Carrera              | 2008 | 2009 | 2010 | 2011 | 2012 | 2013 | 2014 | 2015 | 2016 |
| -------------------- | -------------------- | ---- | ---- | ---- | ---- | ---- | ---- | ---- | ---- | ---- |
|                      | Giro de Italia       | —    | —    | —    | —    | —    | —    | —    | —    | —    |
|                      | Tour de Francia      | —    | Ab.  | —    | 13.º | 21.º | 63.º | —    | Ab.  | 75.º |
|                      | Vuelta a España      | —    | —    | —    | —    | —    | 40.º | 31.º | Ab.  | —    |
| Mundial en Ruta      | Mundial en Ruta      | —    | —    | —    | —    | Ab.  | —    | —    | —    | —    |
| Mundial Contrarreloj | Mundial Contrarreloj | 42.º | 56.º | —    | —    | —    | —    | 25.º | 3.º  | —    |

—: no participa 

Ab.: abandono